# Cybister favareli
Cybister favareli är en skalbaggsart som beskrevs av Guignot 1936. Cybister favareli ingår i släktet Cybister och familjen dykare. Inga underarter finns listade i Catalogue of Life.